# Axel Bachmann
Axel Bachmann Schiavo (* 4. November 1989 in Ciudad del Este) ist ein Schachspieler aus Paraguay.

## Leben
Axel Bachmann wuchs in einer deutschen Kolonie in Paraguay auf. Er studierte mit einem Stipendium an der University of Texas in Brownsville. Im Jahr 2007 wurde er in Paraguay zum Sportler des Jahres gewählt.

## Erfolge
Nach einer Rekordzahl an paraguayischen Jugendtiteln konnte er die paraguayische Einzelmeisterschaft der Erwachsenen 2004 gewinnen. 2005 wurde er mit acht Siegen in neun Partien panamerikanischer U16-Meister in Balneário Camboriú. Im Alter von 15 Jahren spielte er schon in der Nationalmannschaft Paraguays: Er nahm an den Schacholympiaden 2004, 2006, 2008, 2012 und 2014 teil, mit einem positiven Gesamtergebnis von 29 aus 53 (+22 =14 −17). Im Jahr 2008 gewann er unter anderem das 20. Torneo Carlos Torre Repeto in Memoriam im mexikanischen Mérida und den Copa Benito Roggio in Asunción. Beim 5. LGA Premium Schach Cup in Nürnberg war er punktgleich mit dem Sieger Alexander Berelowitsch und dem Zweitplatzierten Arik Braun und belegte nach Buchholz-Wertung den dritten Platz. 2014 gewann er das internationale Turnier in Cappelle-la-Grande. Nach einem zweiten Platz 2016 konnte er in Florianópolis das Floripa Chess Open 2017 gewinnen.
Im Jahr 2006 wurde er Internationaler Meister durch drei Normen, die er alle 2005 in Brasilien erfüllt hatte: im Februar beim Young-Boys-Turnier in São José, im Juni bei der panamerikanischen U16-Meisterschaft in Balneário Camboriú und im September/Oktober beim 3. Magistral Internacional Regina Helena Marques Prol in Santos. Den Großmeistertitel trägt er seit Dezember 2007. Die Normen hierfür erreichte er im Mai/Juni 2006 bei der Schacholympiade in Turin und zwei Monate später beim 10. Magistral de la República Argentina in Villa Martelli. Er führt viele Jahre lang die paraguayische Elo-Rangliste an.
In der französischen Top 12 spielte er 2016 und 2017 für Bois-Colombes, in der spanischen Mannschaftsmeisterschaft 2017 für Equigoma Casa Social Catolica.